# Бейв'ю (Північна Кароліна)
Бейв'ю (англ. Bayview) — переписна місцевість (CDP) в США, в окрузі Бофорт штату Північна Кароліна. Населення — 298 осіб (2020).

## Географія
Бейв'ю розташований за координатами 35°26′30″ пн. ш. 76°47′36″ зх. д. / 35.44167° пн. ш. 76.79333° зх. д. (35.441787, -76.793388).  За даними Бюро перепису населення США в 2010 році переписна місцевість мала площу 2,74 км², уся площа — суходіл.

## Демографія
Згідно з переписом 2010 року, у переписній місцевості мешкало 346 осіб у 157 домогосподарствах у складі 106 родин. Густота населення становила 126 осіб/км².  Було 305 помешкань (111/км²).
Расовий склад населення:
| - 92,2 % — білих - 6,1 % — чорних або афроамериканців |

До двох чи більше рас належало 1,2 %. Частка іспаномовних становила 0,6 % від усіх жителів.
За віковим діапазоном населення розподілялося таким чином: 16,5 % — особи молодші 18 років, 56,9 % — особи у віці 18—64 років, 26,6 % — особи у віці 65 років та старші. Медіана віку мешканця становила 51,0 року. На 100 осіб жіночої статі у переписній місцевості припадало 109,7 чоловіків;  на 100 жінок у віці від 18 років та старших — 100,7 чоловіків також старших 18 років.
Середній дохід на одне домашнє господарство  становив 58 684 долари США (медіана — 42 639), а середній дохід на одну сім'ю — 77 728 доларів (медіана — 86 000). За межею бідності перебувало 10,4 % осіб, у тому числі 0,0 % дітей у віці до 18 років та 9,4 % осіб у віці 65 років та старших.
Цивільне працевлаштоване населення становило 67 осіб. Основні галузі зайнятості: виробництво — 56,7 %, науковці, спеціалісти, менеджери — 17,9 %, освіта, охорона здоров'я та соціальна допомога — 14,9 %.